# مذبحة يلوا
مذبحة يلوا كانت سلسلة من حوادث العنف الديني ذات الصلة بين المسلمين والمسيحيين التي وقعت في يلوا، نيجيريا بين فبراير ومايو 2004. هذه الحوادث أسفرت عن مقتل أكثر من 700 شخص. حدثت المذبحة الأولى في 4 فبراير 2004 عندما هاجم مسلحون مسلمون مسيحيي يلوا، مما أسفر عن مقتل أكثر من 78 مسيحيًا، من بينهم 48 على الأقل كانوا يؤدون الصلاة داخل مجمع كنيسة. بحسب بعض المصادر كانت الإشارة للهجوم دعوة للجهاد من المسجد المحلي.
أثارت أعمال القتل التي وقعت في فبراير التوترات بين المجتمعات المحلية التي كانت تتزايد منذ أعمال الشغب التي وقعت في شغب جوس 2001 عندما أسفر الصراع بين المسلمين والمسيحيين عن مقتل 1000 شخص. في 2 مايو 2004 رد المسيحيون المحليون على حادثة فبراير بمهاجمة المسلمين في يلوا، مما أسفر عن مقتل ما يقرب من 630 شخصًا. وفقًا لبعض المصادر أُجبرت الفتيات المسلمات على أكل لحم الخنزير وغيره من الأطعمة الممنوعة على المسلمين، بل وتعرض بعضهن للاغتصاب.

## خلفية
لقي آلاف الأشخاص مصرعهم في القتال منذ إقرار الشريعة الإسلامية في المنطقة الشمالية التي يسيطر عليها المسلمون بعد عودة الحكم المدني في عام 1999. يعود أصل الصراع بين المسيحيين تاروك والفولاني المسلمين إلى مطالباتهم المتنافسة على الأراضي الزراعية الخصبة في ولاية بلاتو في وسط نيجيريا.